# Јелења Гора
Јелења Гора (пољ. Jelenia Góra) град је у Пољској у Војводству доњошлеском. По подацима из 2012. године број становника у месту је био 82 846.

## Становништво
| 1946.  | 1950.  | 1960.  | 1970.  | 1980.  | 2012.  |
| ------ | ------ | ------ | ------ | ------ | ------ |
| 39.050 | 34.996 | 49.617 | 55.900 | 86.943 | 82 846 |

## Партнерски градови
- Будишин
- Червија
- Ерфтштат
- Валкеакоски
- Владимир